# Флаг Псковского района
Флаг муниципального образования Пско́вский района Псковской области Российской Федерации — отличительно-опознавательный знак данного АТЕ.
Флаг утверждён 20 июня 2001 года и внесён в Государственный геральдический регистр Российской Федерации с присвоением регистрационного номера 841.

## Описание
«Флаг муниципального образования „Псковский район“ представляет собой двустороннее прямоугольное голубое полотнище с отношением ширины к длине 2:3, с зелёной полосой вдоль нижнего края полотнища в 1/9 ширины, воспроизводящее в центре композицию гербового щита муниципального образования „Псковский район“».

## Обоснование символики
Флаг муниципального образования «Псковский район» разработан на основе герба муниципального образования «Псковский район», геральдическое описание которого гласит: «В лазоревом (синем, голубом) поле на зелёной земле, идущий золотой барс с чёрными пятнами, чёрным кончиком носа, золотыми языком, зубами и кистью на хвосте; во главе, выходящая из серебряного облака десница (раскрытая длань); щит имеет золотое о пяти концах титло (турнирный воротник) обременённое двумя лазоревыми рыбами».
Зелёная полоса вдоль нижнего края полотнища говорит о том, что район является «зелёным поясом» города, а титло (турнирный воротник) — геральдическая фигура означающая, что район неразрывно связан с городом Псковом. Зелёный цвет во флаге символизирует природу района. Зелёный цвет также символ плодородия, надежды и здоровья.
Рыба — снеток — показывает основное богатство Псковского озера.
Жёлтый цвет (золото) — символ высшей ценности, величия, прочности, силы, великодушия.
Белый цвет (серебро) — символ простоты, совершенства, мудрости, благородства, мира, взаимосотрудничества.
Синий (голубой) цвет в геральдике — символ красоты, безупречности, возвышенных устремлений, добродетели.